# Hyalorbilia berberidis
Hyalorbilia berberidis är en svampart som först beskrevs av Josef Velenovský, och fick sitt nu gällande namn av Baral 2000. Hyalorbilia berberidis ingår i släktet Hyalorbilia och familjen vaxskålar.   Inga underarter finns listade i Catalogue of Life.